# Juan José Martinena Ruiz
Juan José Martinena Ruiz (Pamplona, 1 de agosto de 1949) es un historiador español, doctorado por la Universidad de Navarra, miembro correspondiente de la Real Academia de la Historia, de la Academia Americana de Genealogía, socio fundador de la Sociedad de Estudios Históricos de Navarra (SEHN) y, hasta su jubilación en 2010, director del Archivo Real y General de Navarra y profesor agregado de Historia en la Universidad de Navarra. Es también socio y vicepresidente de la Sociedad Cultural Navarra Peña Pregón, editora de la revista Pregón Siglo XXI de cuyo consejo editorial forma parte. Es uno de los máximos especialistas en castellología de Navarra, presidiendo la Junta Navarra de la Asociación española de Amigos de los Castillos. Es un gran conocedor de la historia del tren en Navarra. Su inquietud manifestada en varios ocasiones por «diferenciar la divulgación de la vulgarización» le ha empujado a publicar numerosos trabajos enfocados al gran público y a que sea colaborador habitual de medios como Diario de Navarra, las revistas Príncipe de Viana o Pregón Siglo XXI.

## Biografía
Nacido en Pamplona el 1 de agosto de 1949, fue estudiante del Colegio Calasanz de los Padres Escolapios de Pamplona, mostró una temprana vocación de las Humanidades tal que así que, cuando se suprimió en este colegio esta rama, se matriculó en el Instituto Ximénez de Rada (actualmente Instituto Plaza de la Cruz) donde pudo continuar el PREU en letras hasta su ingreso, en 1966, en la Universidad de Navarra.
Recibió clases de profesores y catedráticos como Santos García Larragueta, Valentín Vázquez de Prada, Federico Suárez Verdeguer, Alfredo Floristán Samanes, Manuel Ferrer Regales y de manera más especial Ángel Martín Duque que tanto influyó en su vocación, en 1971 se licencia en Filosofía y Letras, Sección de Historia. Continuó como miembro del Departamento de Historia Medieval donde coincidió con los historiadores Francisco Javier Zabalo Zabalegui y Juan Carrasco Pérez.
En 1972 realiza en Madrid el preceptivo servicio militar en el Servicio Histórico del Ejército, ahora conocido como Archivo General Militar de Madrid, donde no cesa su labor archivística catalogando el Fondo Cárdenas-Mexía y colaborando en los preparativos de exposiciones de planos y documentos, así como cartografía militar sobre Navarra publicando más tarde el Catálogo de Cartografía navarra en los Archivos Militares de Madrid (1989). Este mismo año ingresa en la Peña Pregón como socio.
En 1973, de vuelta a Pamplona, Florencio Idoate Iragui le ofrece la plaza de titulado superior contratado que hasta entonces había ocupado José Goñi Gaztambide en el Archivo Real y General de Navarra (AGN) donde realizará durante los dos años de contrato un Índice de Fondos de Monasterios Medievales y colaborará en el Catálogo de los cartularios reales del Archivo General de Navarra. 
El 19 de enero de 1974 presenta la memoria de licenciatura La Pamplona de los burgos y su evolución urbana, siglos XII-XVI que sería publicada por la Institución Príncipe de Viana ese mismo año.
En 1975 obtiene la plaza de Titulado Superior del AGN ante un tribunal formado por José María Lacarra, Vicente Galbete y Florencio Idoate. Cuando en 1982 se jubila Idoate, la plaza de director del AGN queda vacante durante tres años. El 30 de agosto de 1985 el Consejero de Educación y Cultura del Gobierno de Navarra, Román Felones, dispone el nombramiento de Martinena como Jefe del Negociado.
En 1990 presenta en la Universidad de Navarra su tesis doctoral Castillos reales de Navarra (siglos XIII-XIV) ante un tribunal compuesto por Valentín Vázquez de Prada (presidente), Eloisa Ramírez Vaquero (secretaria), Manuel Riu Riu, Carmen Jusué Simonena y Francisco Javier Zabalo Zabalegui como vocales. Este trabajo, además de consagrarle como un especialista en castellología, remarca su vocación decidida por la divulgación histórica. En palabras de Faustino Menéndez Pidal de Navascués, que prologó la edición de su tesis, aseguraba del autor que «nadie más a propósito para preparar este libro, que une la solidez histórica, la amenidad y la concisión deseables en obras de este género». Y es que en la colección de Navarra. Temas de Cultura Popular, ya publicó dos números dedicados a los Palacios Cabo de Armería (los números 283 y 284), así como sobre otros temas vinculados con castillos y fortificaciones, 
En 1999 es nombrado correspondiente de la Real Academia de la Historia recibiendo en el año 2001 el cometido de «coordinar la parte correspondiente a Navarra en el Diccionario Biográfico Español» redactándo las biografías encomendadas. En 2002 es nombrado miembro correspondiente de la Academia Americana de Genealogía. Su interés e investigación por la Heráldica ya tuvo un precedente en 1982 cuando publicó la monografía Libro de Armería del Reino de Navarra, que años después, en 2001, de la mano experta de Faustino Menéndez Pidal de Navascués, realizó el estudio definitivo Libro de Armería del Reino de Navarra.
En 2010 se jubiló dejando, por tanto, la dirección del AGN.

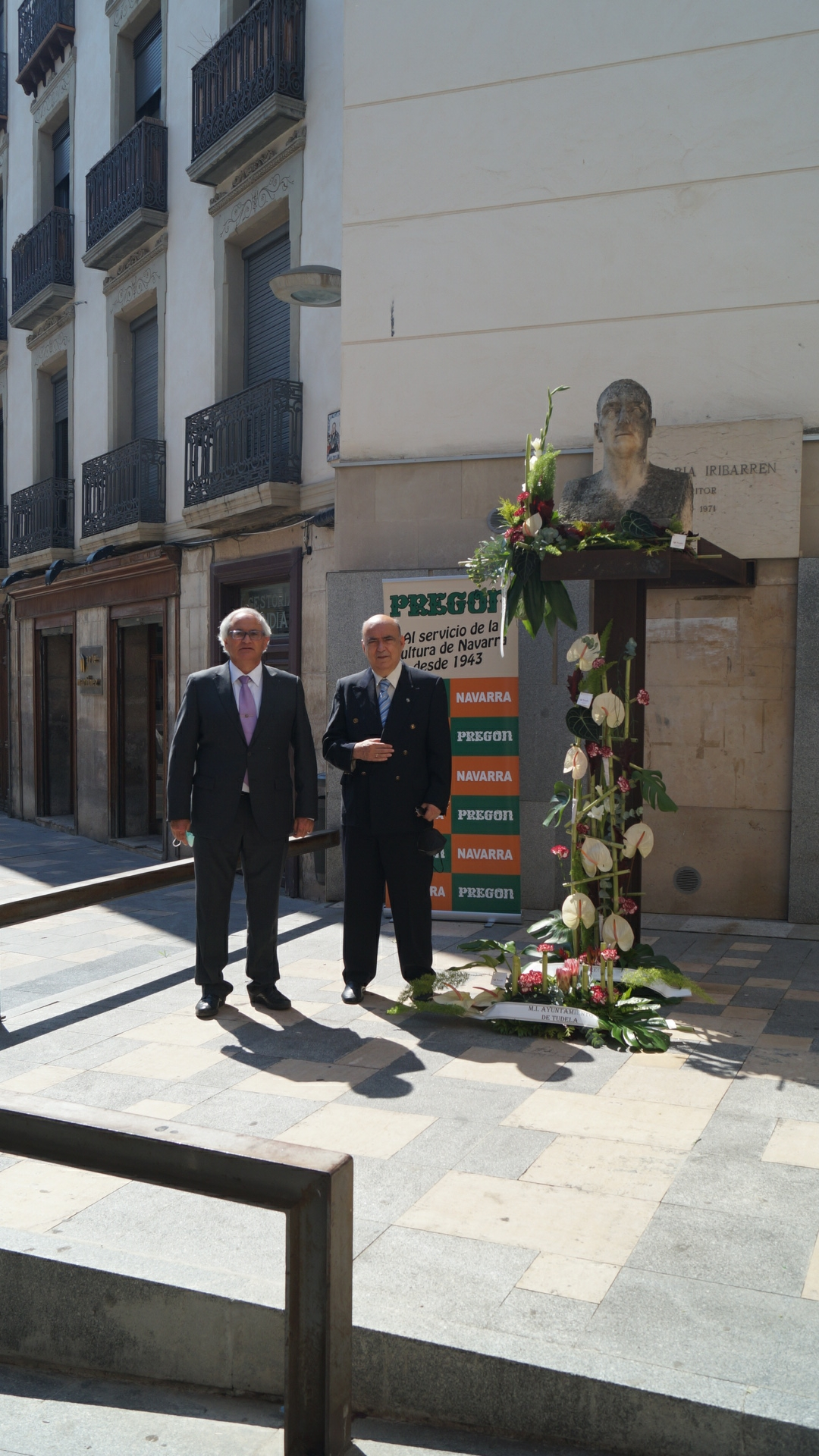
Juan José Martinena (derecha) en Tudela, el 12 de junio de 2021, durante el homenaje a José María Iribarren acompañado de José María Muruzábal, presidente de la Sociedad Cultural Navarra Peña Pregón

## Obras
De vocación divulgadora, además de numerosos artículos publicados en varias revistas, entre sus libros caben destacar los siguientes, agrupados por temas.
Sobre archivística y catalogación documental:
- Catálogo Documental de la Real Colegiata de Roncesvalles (1301-1500). Pamplona, 1978. ISBN 84-235-0404-2
- Catálogo de Cartografía navarra en los Archivos Militares de Madrid. Pamplona, 1989. ISBN 84-235-0859-5
- Guía del Archivo General de Navarra. Gobierno de Navarra, 1997. ISBN 978-84-235-1583-7

Sobre Pamplona, su conjunto urbano, sus murallas y ciudadela:
- La Pamplona de los burgos y su evolución urbana. Siglos XII-XVI. Pamplona, 1974. ISBN 84-235-0250-3[11] es la memoria de licenciatura donde hace una exposición histórica de la composición y estructura de la ciudad de Pamplona.[12]
- Las cinco parroquias del viejo Pamplona. Pamplona, 1978.  Colección de Navarra. Temas de Cultura Popular, núm. 318. ISBN 978-84-235-0335-3
- Historias del viejo Pamplona. Ayuntamiento de Pamplona, 2001.ISBN 978-84-895-9090-8
- La Pamplona de posguerra. Imágenes de una época en blanco y negro. Pamplona, 2015. ISBN 978-84-608-1346-0
- La Pamplona de los años veinte. Crónica gráfica de una década. Pamplona, 2017. ISBN 978-84-697-6722-1
- Cosas de la vieja Iruña. Pamplona, 2021. ISBN 978-84-95930-94-1

Sobre el ferrocarril en Navarra:
- Historia del tren. Pamplona, 1976. Colección de Navarra. Temas de Cultura Popular, núm. 260. ISBN 84-235-0325-9
- Ferrocarril de Alduides. Pamplona, 1983. Colección de Navarra. Temas de Cultura Popular, núm. 260. ISBN 978-84-235-0090-1
- Navarra y el tren. Pamplona, 1998. ISBN 84-235-1771-3
- El ferrocarril del Plazaola. Ayuntamiento de Pamplona, 2014. ISBN 978-84-95930-69-9

Sobre castillos, torres y palacios:
- Palacios cabo de armería I y II. Pamplona, 1977. Colección de Navarra. Temas de Cultura Popular, núm. 283 y 284. ISBN 84-235-0062-4
- Navarra. Castillos y palacios. Pamplona, Caja de Ahorros de Navarra, 1980. ISBN 84-7137-604-0 disponible en línea.[13]
- El Palacio de Navarra. Pamplona, 1985. ISBN 978-84-235-0696-5
  - En 1988 y 1993, basado en este libro se publicó la Guía del Palacio de Navarra. ISBN 978-84-235-3296-4
- Castillos reales de Navarra (siglos XIII al XVI). Pamplona, 1994. ISBN 84-235-1328-9, recoge su tesis doctoral con el mismo título.[14]
- Navarra. Castillos, torres y palacios (Pamplona, 2008).
- La Ciudadela de Pamplona. Cinco siglos de vida de una fortaleza inexpugnable. Pamplona, 2011. ISBN 84-959-3049-8

Sobre heráldica y genealogía:
- Libro de armería del Reino de Navarra. Introducción, estudio y notas. Pamplona, 1982. En 2001, con Faustino Menéndez Pidal de Navascués, se publicó una nueva edición.
- Escudos de armas en las calles de Pamplona. Ayuntamiento de Pamplona, 1997. ISBN 84-89590-31-1

Además fue el coordinador en la Gran Enciclopedia de Navarra de las secciones dedicadas a Heráldica, Castillos y Palacios publicada en 1990 por la Caja de Ahorros de Navarra.

## Premios y reconocimientos
- En 1995, Medalla de Plata de la Asociación Española de Amigos de los Castillos.[15][16][1]
- Medalla de Plata de la Universidad de Navarra por sus 25 años como profesor agregado de Historia.[16]
- En 2002, Gallico de Oro de la Sociedad Napardi.[6]
- En 2008, candidato al premio Príncipe de Viana de la Cultura que finalmente logró Alfredo Landa.[6]
- En 2021, VI Pañuelo de Pamplona, otorgado por al Ayuntamiento de Pamplona.[17]